# Dschingkim
Dschingkim (auch Jingim, Chinkim, Chin-gis geschrieben; mongol.: Чингим/Chingim; chin.: Zhenjin, 真金) (* 1243; † 5. Januar 1286) war gebürtiger Sohn von Kublai Khan und seiner zweiten Hauptfrau Chabi. Als Kronprinz des mongolischen Großkhanats spielte er eine wichtige Rolle am Hof Kublais und im Krieg mit der Song-Dynastie zwischen 1267 und 1279. Er war verheiratet mit Kökejin und zeugte mit ihr seine drei Söhne Timur Khan, Gammala und Darmabala. Nach der Geschichtsaufzeichnung Yuanshi starb Dschingkim 5 Jänner 1286 an übermäßigem Alkoholkonsum. Es gibt die Theorie, dass einige Minister des Hofes Kublai Khan kurz zuvor vorschlagen wollten, dass dieser zugunsten von Zhenjin abdanken sollte. Der Prinz genoss im ganzen Reich hohes Ansehen, war aber selbst gegen dieses Vorhaben. Unglücklicherweise erfuhr Kublai Khan von den Plänen und versetzte mit seiner Wut Zhenjin so in Angst und Schrecken, dass es ihm zum exzessiven Trinken verleitete und zu seinem Tod führte. Infolge seines frühzeitigen Ablebens übernahm sein Sohn Timur Khan 1294, nach dem Tod von Kublai Khan, das Khanat in Form der chinesischen Kaiserschaft in der Yuan-Dynastie (1279–1368).